# MSN (portal internetowy)
MSN (od Microsoft Network) – zestaw serwisów informacyjnych udostępnianych przez amerykańską firmę Microsoft. MSN zaczął swoje działanie 24 sierpnia 1995 roku w połączeniu z wprowadzeniem na rynek systemu operacyjnego Microsoftu: Windows 95. Według serwisu Alexa.com jest szóstą stroną na świecie co do liczby odsłon. Portal dostarcza wiadomości z różnych źródeł. Prowadzony przez Microsoft, a treści umieszczane w serwisie pochodzą od lokalnych partnerów mediowych. W Polsce są to m.in. Edipresse Polska, Fratria, Gremi Media, Agora, PMPG Polskie Media, Orle Pióro, Ringier Axel Springer Polska, Infor, TVN, Onet, ZPR Media i Polska Agencja Prasowa, serwisy Dobreprogramy.pl i AutoCentrum.pl. Podzielony jest na sekcje: Wiadomości, Rozrywka, Finanse, Sport, Styl życia, Zdrowie i fitness, Podróże, Kuchnia, Motoryzacja, Wideo i Pogoda. Oferuje wiele usług jak Skype, poczta Outlook i Hotmail, pakiet Office, dysk sieciowy OneDrive czy Mapy.

## MSN Games
Jednym z dostępnych serwisów jest MSN Games (znany też jako zone.com – poprzednio jako The Village, Internet Gaming Zone) zawierający zbiór gier on-line takich jak warcaby, szachy, gry karciane. Serwis został założony jako The Village w 1996 roku przez Kevina Binkleya, Teda Griggsa i Hoon Im. W tym samym roku został przejęty przez firmę Microsoft.